# ۸ ذی‌الحجه
۸ ذیحجه، هشتمین روز از ماه ذیحجه در تقویم هجری قمری است.
در تقویم هجری قمری قراردادی این روز سیصد و سی و سومین روز سال است.

## مناسبت‌ها
- روز ترویه از روزهای مهم ذیحجه (بر اساس روایتی از جعفر صادق، روزه گرفتن در آن، کفاره شصت سال آدمی است.)[۱]
- آغاز مراسم حج تمتع و حج اکبر.
- ۶۰ - اعدام مسلم بن عقیل پسر عموی حسین بن علی و سفیر او در کوفه به دستور ابن زیاد و پایین‌انداختن پیکر او از بالای قصر الإمارة در کوفه.
- ۱۶۹ - نبرد فخ میان  هادی خلیفه عباسی و عده زیادی از علویان که به جهت قیام بر خلیفه برخاسته بودند.

## وقایع
- ۶۰ ق - آغاز حرکت کاروان حسین ابن علی از مکه به سمت کوفه.
- ۳۱۷ ق - یورش به مکه و قتل‌عام حجاج توسط حکومت قرمطی بحرین

## درگذشتگان
- ۶۰ - مسلم بن عقیل نوه ابوطالب از قبیله بنی هاشم.